# 高营镇
高营镇，是中华人民共和国河北省石家庄市长安区下辖的一个乡镇级行政单位。

## 行政区划
高营镇下辖以下地区：
高营联合社区、都市新城社区、东古城社区、西古城社区、南高营社区和北高营社区。